# يوهان أوربانيك
يوهان أوربانيك (بالألمانية: Johann Urbanek)‏ (10 أكتوبر 1910 – غير معروف تاريخ الوفاة) لاعب كرة قدم نمساوي راحل كان يجيد اللعب في خط الوسط .
لعب طوال مسيرته الرياضية في أندية فاكر فيينا (1925-1930) نيكولسون فيينا (1930-1931) أدميرا فيينا (1931-1947) رابيد أوبيرلا (1947-1949) ريد ستار فيينا (1949-1953).
مثل منتخب النمسا في 15 مباراة (1931-1936) كما مثل منتخب ألمانيا في مباراة واحدة (1941). شارك مع منتخب النمسا في بطولة كأس العالم 1934 في إيطاليا حيث احتل المركز الرابع.

## وصلات خارجية
- يوهان أوربانيك على موقع الاتحاد الدولي (مؤرشف)  (الإنجليزية)
- يوهان أوربانيك على موقع قاعدة بيانات كرة القدم.إي يو (الإنجليزية)
- يوهان أوربانيك على موقع بيانات كرة القدم. دي إي (الألمانية)
- يوهان أوربانيك على موقع ناشيونال فوتبول تيمز (الإنجليزية)
- يوهان أوربانيك على موقع عالم كرة القدم.نت (الإنجليزية)
- سيرة ذاتية